# Вагай
Вагай е река в Русия, Западен Сибир, Тюменска област ляв приток на река Иртиш. Дължината ѝ е 555 km, която ѝ отрежда 168-о място по дължина сред реките на Русия.
Река Вагай изтича от малко езеро, разположено в западната част на Ишимската равнина (югозападната част на Западносибирската равнина), на 126 m н.в., в южната част на Тюменска област. По цялото си протежение тече през Ишимската равнина най-напред на изток, а след устието на река Емец на север в широка и плоска равнина, без ясно изразени склонове, в която силно меандрира. Влива се отляво в река Иртиш (от басейна на Об) при нейния 729 km, на 39 m н.в., при село Вагай, Тюменска област.
Водосборният басейн на Вагай обхваща площ от 23 000 km2, което представлява 1,4% от водосборния басейн на река Иртиш и обхваща части от Тюменска област. На изток водосборния басейн на реката граничи с водосборния басейн на река Ишим (ляв приток на Иртиш), а на запад – с водосборния басейн на река Тобол, също ляв приток на Иртиш.
Река Вагай получава 4 притока с дължина над 100 km:
- 425 ← Емец 132/3010, при село Карамацкая
- 261 ← Балахлей 134/2240, при село Новоуфимская
- 70 ← Агитка 183/3590, при село Копотили
- 43 → Ашлик 221/3240, при село Заречний

Подхранването на реката е предимно снегово. Пълноводието е през април и май. Среден годишен отток – 8,2 m3/s. Замръзва в края на октомври, а се размразява през втората половина на април.
По течението на реката са разположени множество села в Тюменска област, в т.ч. Омутнинское, Аромашево и Вагай (районни центрове).
Близо до устието на реката на 6 август 1585 г. в бой с ордите на сибирския хан Кучум загива руският казашки атаман Ермак Тимофеевич, първопроходец в Западен Сибир.